# Baitian
Baitian (kinesiska: 白田) är en socken i Kina. Den ligger i provinsen Jiangxi, i den sydöstra delen av landet, omkring 140 kilometer öster om provinshuvudstaden Nanchang. Antalet invånare är 15 520. Befolkningen består av 7 114 kvinnor och 8 406 män. Barn under 15 år utgör 24,0 %, vuxna 15-64 år 68 %, och äldre över 65 år 7,0 %.
Runt Baitian är det ganska tätbefolkat, med 214 invånare per kvadratkilometer. Närmaste större samhälle är Zhoufang, 9,0 km väster om Baitian. Trakten runt Baitian består till största delen av jordbruksmark.
Genomsnittlig årsnederbörd är 2 741 millimeter. Den regnigaste månaden är juni, med i genomsnitt 480 mm nederbörd, och den torraste är oktober, med 37 mm nederbörd.